# 달성군의 국회의원
대구광역시 달성군 선거구는 경상북도 달성군 선거구로 출발하여 고령군 및 경산군, 성주군 등의 인접 군과 통합되기도 하였다가, 1995년 3월 1일 달성군 전역이 대구광역시로 편입되면서 대구광역시 달성군 선거구로 이어져 오고 있다.

## 행정구역 변천
- 1945년 8월 15일 경상북도 달성군
- 1958년 1월 1일 해안면·공산면·가창면·월배면·성서면 대구시에 편입
- 1963년 1월 1일 대구시 구.공산면(동변동·서변동 제외)·구.가창면(파동 제외)·구.월배면·구.성서면 환원
- 1981년 7월 1일 월배읍이 대구직할시 남구에, 성서읍이 대구직할시 서구에, 공산면이 대구직할시 동구에 각각 편입
- 1995년 3월 1일 대구광역시 달성군

## 달성군의 역대 국회의원 일람
| 대수         | 이름           | 소속정당     | 임기                              | 선거구역                       |
| ------------ | -------------- | ------------ | --------------------------------- | ------------------------------ |
| 제1대        | 김우식(金禹埴) | 전도회       | 1948년 5월 31일~1950년 5월 30일   | 달성군 일원(제4선거구)         |
| 제2대        | 권오훈(權五勳) | 무소속       | 1950년 5월 31일~1951년 1월 26일   | 달성군 일원(제6선거구)         |
| 제2대        | 배은희(裵恩希) | 대한국민당   | 1952년 2월 6일~1954년 5월 30일    | 달성군 일원(제6선거구)         |
| 제3대        | 조재천(曺在千) | 민주국민당   | 1954년 5월 31일~1958년 5월 30일   | 달성군 일원(제6선거구)         |
| 제4대        | 김성곤(金成坤) | 자유당       | 1958년 5월 31일~1960년 7월 28일   | 달성군 일원(제10선거구)        |
| 제5대 민의원 | 박준규(朴浚圭) | 민주당       | 1960년 7월 29일~1961년 5월 16일   | 달성군 일원(제10선거구)        |
| 제6대        | 김성곤(金成坤) | 민주공화당   | 1963년 12월 17일~1967년 6월 30일  | 달성군·고령군 일원(제8선거구)  |
| 제7대        | 김성곤(金成坤) | 민주공화당   | 1967년 7월 1일~1971년 6월 30일    | 달성군·고령군 일원(제8선거구)  |
| 제8대        | 김성곤(金成坤) | 민주공화당   | 1971년 7월 1일~1971년 10월 2일    | 달성군·고령군 일원(제10선거구) |
| 제8대        | 박준규(朴浚圭) | 민주공화당   | 1971년 12월 15일~1972년 10월 17일 | 달성군·고령군 일원(제10선거구) |
| 제9대        | 박준규(朴浚圭) | 민주공화당   | 1973년 3월 12일~1979년 3월 11일   | 달성군·경산군 일원             |
| 제9대        | 박주현(朴柱炫) | 무소속       | 1973년 3월 12일~1979년 3월 11일   | 달성군·경산군 일원             |
| 제10대       | 박준규(朴浚圭) | 민주공화당   | 1979년 3월 12일~1980년 10월 27일  | 달성군·경산군·고령군 일원      |
| 제10대       | 김종기(金鍾基) | 신민당       | 1979년 3월 12일~1980년 10월 27일  | 달성군·경산군·고령군 일원      |
| 제11대       | 김종기(金鍾基) | 민주정의당   | 1981년 4월 11일~1985년 4월 10일   | 달성군·고령군·성주군 일원      |
| 제11대       | 이용택(李龍澤) | 무소속       | 1981년 4월 11일~1985년 4월 10일   | 달성군·고령군·성주군 일원      |
| 제12대       | 김종기(金鍾基) | 민주정의당   | 1985년 4월 11일~1988년 5월 29일   | 달성군·고령군·성주군 일원      |
| 제12대       | 이용택(李龍澤) | 무소속       | 1985년 4월 11일~1988년 5월 29일   | 달성군·고령군·성주군 일원      |
| 제13대       | 구자춘(具滋春) | 신민주공화당 | 1988년 5월 30일~1996년 2월 10일   | 달성군·고령군 일원             |
| 제14대       | 구자춘(具滋春) | 민주자유당   | 1988년 5월 30일~1996년 2월 10일   | 달성군·고령군 일원             |
| 제15대       | 김석원(金錫元) | 신한국당     | 1996년 5월 30일~1998년 2월 17일   | 대구 달성군 일원               |
| 제15대       | 박근혜(朴槿惠) | 한나라당     | 1998년 4월 3일~2012년 5월 29일    | 대구 달성군 일원               |
| 제16대       | 박근혜(朴槿惠) | 한나라당     | 1998년 4월 3일~2012년 5월 29일    | 대구 달성군 일원               |
| 제17대       | 박근혜(朴槿惠) | 한나라당     | 1998년 4월 3일~2012년 5월 29일    | 대구 달성군 일원               |
| 제18대       | 박근혜(朴槿惠) | 한나라당     | 1998년 4월 3일~2012년 5월 29일    | 대구 달성군 일원               |
| 제19대       | 이종진(李鍾鎭) | 새누리당     | 2012년 5월 30일~2016년 5월 29일   | 대구 달성군 일원               |
| 제20대       | 추경호(秋慶鎬) | 새누리당     | 2016년 5월 30일~2020년 5월 29일   | 대구 달성군 일원               |
| 제21대       | 추경호(秋慶鎬) | 미래통합당   | 2020년 5월 30일~2024년 5월 29일   | 대구 달성군 일원               |
| 제22대       | 추경호(秋慶鎬) | 국민의힘     | 2024년 5월 30일~                  | 대구 달성군 일원               |

## 같이 보기
- 대구시의 국회의원
- 대구 동구의 국회의원
- 대구 서구의 국회의원
- 대구 남구의 국회의원
- 대구 북구의 국회의원
- 대구 달서구의 국회의원
- 경산시의 국회의원
- 고령군의 국회의원
- 성주군의 국회의원
- 칠곡군의 국회의원
- 달성군·고령군
- 달성군 (1996년 선거구)